# 엑스박스 게임 스튜디오
엑스박스 게임 스튜디오(영어: Xbox Game Studios)는 마이크로소프트 자회사로 2000년부터 윈도우 기반의 PC와 엑스박스, 엑스박스 360용 비디오 게임을 개발하고 발행한다. 주로 마이크로소프트가 소유한 번지 스튜디오와 레어를 비롯한 퍼스트파티 개발사들의 게임을 발행하지만, 바이오웨어나 비자레 크리에이션 같은 서드파티 개발사들이 만든 윈도나 엑스박스용 게임도 발행한다. 초기에는 마이크로소프트 게임 스튜디오(영어: Microsoft Game Studios)라고 세워졌으나, 2011년 말에 사명을 개명하였다. 또, 2014년에 마이크로소프트가 마인크래프트 개발사 모장 스튜디오를 인수하여 여기에 합병한 것으로 알려졌다.

## 주요 제품
- 엑스박스, 비디오 게임 콘솔
- 엑스박스 360, 비디오 게임 콘솔
- XNA, 통합 개발 환경
- 다이렉트X

## 내부 신하 스튜디오
- ACES 게임 스튜디오

《플라이트 시뮬레이터》 시리즈 개발
- 라이온헤드 스튜디오: 2006년 인수

블랙 앤 화이트 시리즈, 《더 무비스》, 《페이블》 시리즈
- 레어: 2002년 인수

《골든아이 007》, 《퍼펙트 다크》 시리즈, 《카메오》, 《반조 앤 카즈이》 시리즈, 《비바 피냐타》
- 매시브 유한 회사

게임 광고를 위해 설치한 스튜디오
- 모장

《마인크래프트》《코발트 》《스크롤즈》
- 앙상블 스튜디오

《에이지 오브 엠파이어》 시리즈, 《에이지 오브 미쏠로지》 시리즈, 《헤일로 워즈》
- 윙넛 인터랙티브: 2006년 설립

피터 잭슨과 연합하여 설치한 새 스튜디오
- 카보네이티드 게임즈

《헥식》, 《세븐 핸드 포커》, 《우노》, 《에이지스 윙》
- 턴 10

《포르자 모터스포츠》 시리즈
- 하이어드 건

윈도우 비스타용 《헤일로 2》

### 사라진 신하 스튜디오
- 디지털 앤빌: 2006년 1월 31일에 해체
- 인디 빌트: 2004년 10월 테이크 투에 매각
- 파사 인터랙티브:2007년 9월 12일 폐쇄

《멕커맨더》, 《쉐도우런》 개발,